# British Hard Court Championships 1970
Il British Hard Court Championships 1970 è stata la terza edizione del torneo di tennis facente parte del Pepsi-Cola Grand Prix 1970 e del Tornei di tennis femminili indipendenti nel 1970. Il torneo si è giocato a Bournemouth in Gran Bretagna dal 27 aprile 1970 su campi in terra rossa.

## Vincitori

### Singolare maschile
Mark Cox ha battuto in finale  Bob Hewitt con il punteggio di 6–1, 6–2, 6–3

### Doppio maschile
Tom Okker /  Tony Roche hanno battuto in finale  William Bowrey /  Owen Davidson con il punteggio di 2–6, 6–4, 6–4, 6–4

### Singolare femminile
Margaret Court ha battuto in finale  Virginia Wade con il punteggio di 6–2, 6–3

### Doppio femminile
Margaret Court /  Judy Tegart hanno battuto in finale  Rosie Casals /  Billie Jean King con il punteggio di 6–2, 6–8, 7–5